# Час
Думата „час“ има няколко значения:
- Единица за време. Един час е равен е на 3600 секунди. Подразделя се на 60 минути по 60 секунди. В денонощието има 24 часа.
- Текущото време от денонощието (13:54 UTC). На български се съобщава по следния начин: 13 часа и 54 минути.
- Часът още бива точен час (или кръгъл час), когато отмерването показва 0 минути за съответния час.

Правилното изброяване на часовете е: 0 часа̀ – полунощ, 1 часа̀ – един час след полунощ и т.н. до 12 часа̀ на обед и т.н. до 24 часа̀ отново в полунощ. 0 часа и 24 часа съвпадат и са един и същи час. В говоримия език е прието също денонощието да се дели на сутрин, предиобед и т.н. – казва се „7 часа̀ сутринта“, „11 часа̀ преди обед“, „2 часа̀ следобед“, „8 часа̀ вечерта“.

## История
Благодарение на документираните доказателства за използване на слънчеви часовници в Древен Египет, повечето историци смятат, че именно древноегипетската цивилизация е първата, която дели деня на по-малки части. Първите слънчеви часовници представляват забити в земята пръти, по дължината и посоката на сянката на които се съди за времето. Около 1500 г. пр. Хр. египтяните изобретяват по-съвършен слънчев часовник. Той има форма на буквата „Т“ и е градуиран така, че да разделя времето между изгрев и залез слънце на 12 части. Това делене отразява използваната в Египет дванадесетична бройна система – важността на числото 12 обикновено се свързва или с факта, че толкова е броят на лунните цикли в рамките на една година 1, или с броя на фалангите на пръстите на едната ръка (по три на всеки от четирите пръста, като не се смята палеца), което позволява с помощта на палеца да се брои лесно от 1 до 12.
Следващото поколение слънчеви часовници вероятно формира първата представа за това, което днес ние наричаме час. Въпреки че часовете в рамките на определен ден били приблизително равни, тяхната продължителност се променяла в течение на годината, като летните часове били много по-дълги от зимните (вж Древноегипетски календар).
При положение, че не са разполагали с изкуствени източници на светлина, хората от онези епохи разглеждали деня и нощта по-скоро като две противоположности, а не като части на едно и също денонощие. При невъзможността да използват слънчевия часовник нощем, разделянето на тъмния интервал от залез до изгрев слънце се оказва по-сложно, отколкото деленето на деня. Във времената, когато са използвани първите слънчеви часовници обаче, египетските астрономи вече първи са наблюдавали една съвкупност от 36 звезди, които разделят небесния кръг на равни части. Течението на времето през нощта може да бъде отмервано с появата на 18 от тези звезди, като три от тях се свържат с вечерния полумрак и други три – с полумрака на разсъмване, когато въобще е трудно да се наблюдават звезди. Така за времето на пълна тъмнина остават 12 звезди, като по този начин нощта отново се разделя на 12 части (друг реверанс към дванадесетичната система). По време на Новото Царство (от 1550 до 1070 г. пр. Хр.) тази система за отчитане на времето е опростена до използване на съвкупност от 24 звезди, 12 от които маркират времето през нощта.
Клепсидрата (воден часовник), също се използва за измерване времето през нощта и представлява вероятно най-точният уред за измерване на време в античния свят. Уредът за измерване на време, образец от който е намерен в храма на Амон в Карнак и е датиран към 1400 г. пр. Хр., представлява съд с наклонени вътрешни стени за компенсиране на намалението на хидростатичното налягане, върху който са нанесени няколко скали с по 12 деления за измерване времето нощем през различните месеци.
След като и денят, и нощта са разделени на 12 части, се заражда представата за 24-часово денонощие. Понятието за часове с фиксирана продължителност обаче не се появява преди Елинистичната епоха, когато гръцките астрономи започват да използват такава система за своите теоретични пресмятания. Хипарх, чиято дейност първоначално обхваща периода между 147 и 127 г. пр. Хр., предлага денонощието да се дели на 24 равноденствени часове, основаващи се на 12 дневни и 12 нощни часове по време на равноденствие. Въпреки това предложение, обикновените хора още много столетия продължават да използват часове, които имат различна продължителност през различните сезони. (Часовете с фиксирана продължителност стават всекидневие едва през XIV век, когато най-напред в Европа се появяват механичните часовници.)
Хипарх и другите гръцки астрономи използвали астрономически техники, които били развити преди тях от вавилонците, живеещи в Месопотамия. Вавилонците правели астрономическите пресмятания в шестдесетична система (с основа 60), която наследили от шумерите, развили я около 2000 г. пр. Хр. Въпреки че не е известно защо в нея е избрано числото 60, тя е особено подходяща за изразяване на дроби, тъй като 60 е най-малкото число, което се дели без остатък както на първите шест бройни числа, така и на числата 10, 12, 15, 20 и 30.